# Diana Damrau
Diana Damrau (Günzburg, Suàbia, 31 de maig de 1971) és una soprano de coloratura alemanya.
Les primeres classes de cant les va rebre de la cantant d'òpera romanesa Carmen Hanganu, esposa del mestre de música de Damrau. La seva primera aparició pública va ser als quinze anys, quan va cantar parts del musical My Fair Lady amb acompanyament de piano en un festival a Offingen.
Després d'acabar els estudis secundaris a Günzburg es va decidir a continuar els estudis de cant a l'Escola Superior de Música de Würzburg. També va prendre classes avançades a Salzburg amb Hanna Ludwig i Edith Mathis. El 1995 va concloure els estudis amb honors. El seu debut en escena va ser amb el paper d'Eliza, del musical My Fair Lady, al teatre de la ciutat de Würzburg. En aquest mateix teatre va interpretar amb gran èxit parts per a soprano d'òperes, operetes i musicals. Alguns els papers que va interpretar foren els de Ännchen a Der Freischütz, Gretel a Hänsel und Gretel, Marie a Tsar und Zimmermann, Adele a Die Fledermaus i Valencienne a Die lustige Witwe.
Damrau va ser contractada per als escenaris dels teatres d'òpera de Mannheim i Frankfurt, on va interpretar els papers de Gilda a Rigoletto, Oscar a Un ballo in maschera, Zerbinetta a Ariadne auf Naxos, Olympia a Els contes de Hoffmann i la Reina de la Nit a La flauta màgica. En aquest últim rol va actuar com a convidada als teatres d'òpera de Berlín, Hannover, Darmstadt i Saarbrücken. Ha cantat la Reina de la Nit fins a en 15 produccions, entre les quals destaca la del Covent Garden el 2003 sota la direcció de Colin Davis. El desembre de 2007 va cantar la Reina a la Metropolitan Opera de Nova York, junt amb el de Pamina, en el seu debut novaiorquès del paper. És la primera cantant que ha interpretat els dos rols en la mateixa temporada.
A partir de l'any 2002, Damrau va aparèixer als principals teatres d'òpera del món, incloent: Viena, Berlín, Múnic, Dresden, Milà, Londres, Nova York i Salzburg. La seva aparició en la reobertura del Teatre de La Scala de Milà el 2003 va rebre gran expectació, allà hi va interpretar el paper d'Europa en l'òpera, L'Europa riconosciuta de Salieri.
A més d'intèrpret d'òpera, Damrau és una de reconeguda intèrpret dels lieder de Franz Schubert i Gustav Mahler. El seu repertori inclou també interpretacions d'oratoris de Bach, Händel així com Carmina Burana d'Orff.
El juliol de 2007 l'estat federal de Baviera va concedir a Diana Damrau el títol de Kammersängerin, un títol que antigament era concedit per reis i prínceps al cantant preferit de la cort. Aquest honor se li va concedir per la seva distingida carrera a l'Òpera Estatal de Baviera, on en un període de set anys va cantar en 75 ocasions, interpretant deu papers diferents.
El 12 d'abril de 2010 debutà al Liceu amb El rapte en el serrall.